# Karl Spindler (Schriftsteller)

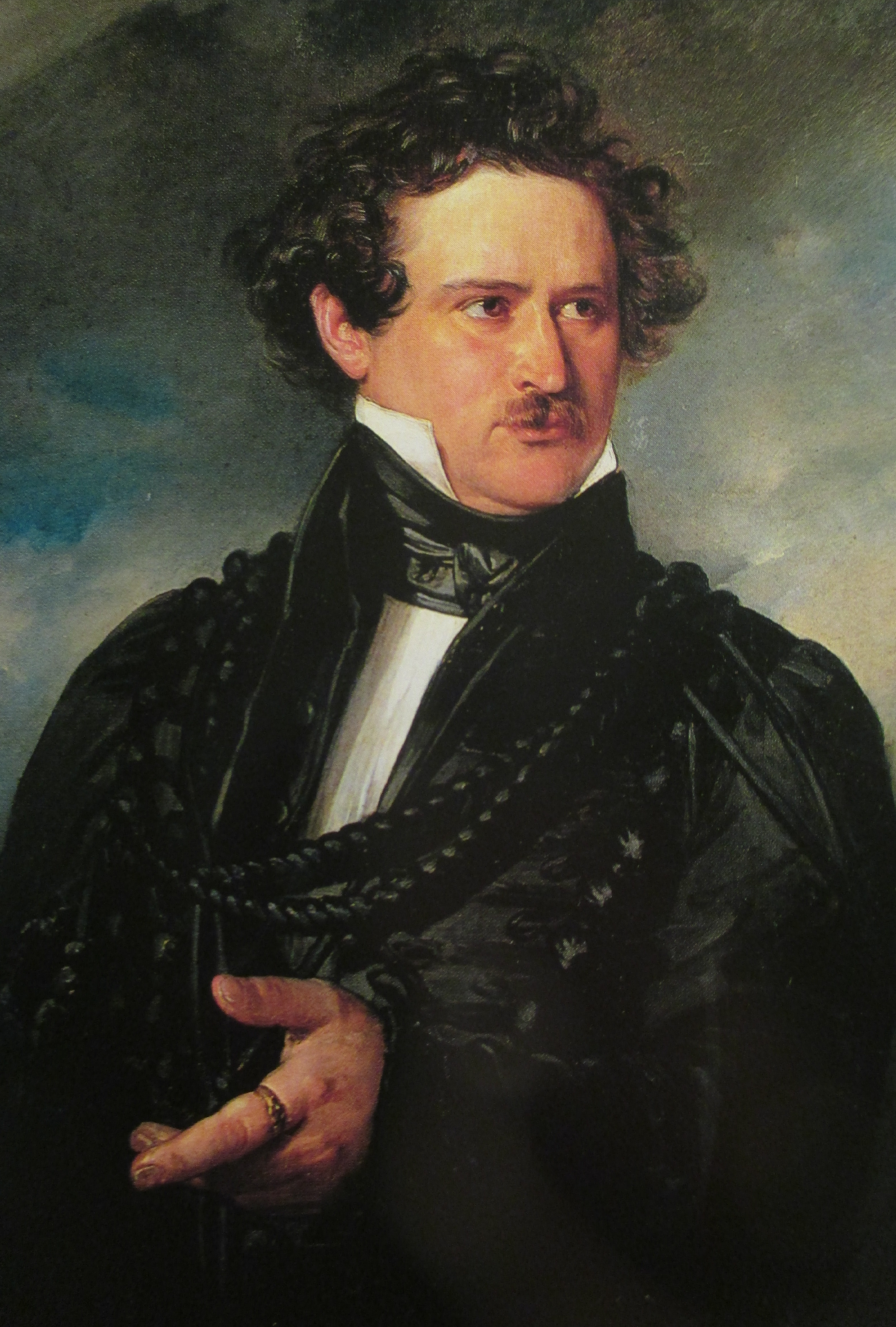
Karl Spindler, Porträt von Franz Xaver Winterhalter (1830)

Karl Spindler oder Carl Spindler, auch C. Spinalba und Max Hufnagl (* 16. Oktober 1796 in Breslau; † 12. Juli 1855 in Bad Freiersbach), war ein deutscher Schriftsteller.

## Leben

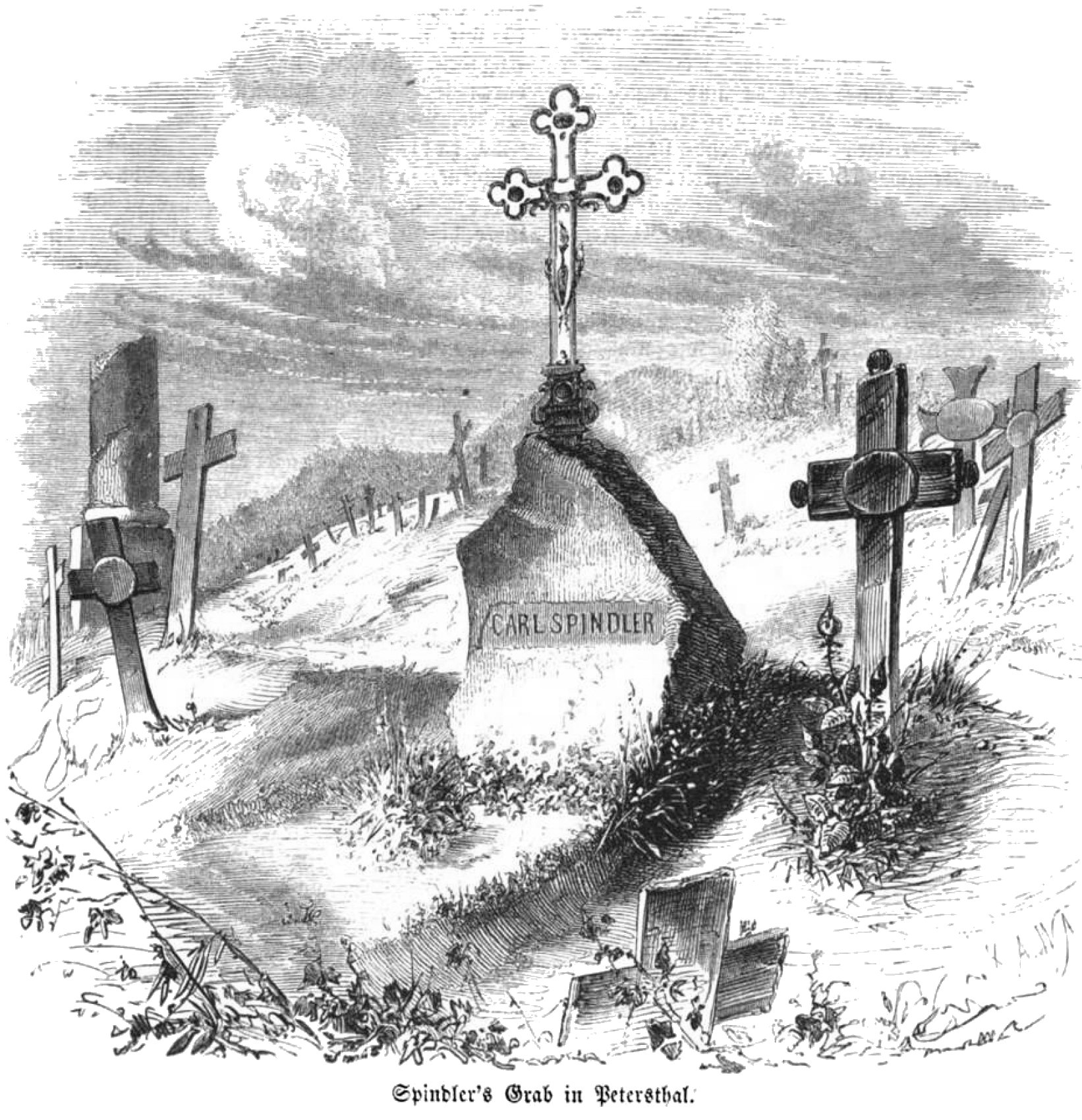
Karl Spindlers Grab in Petersthal

Spindler war der Sohn einer Schauspielerin und des in Steingaden geborenen und in Straßburg verstorbenen Kapellmeisters und Komponisten Franz Stanislaus Spindler (1763–1819). Er verbrachte seine Jugend in Straßburg, kam zu einem Rechtsanwalt in die Lehre, gab die angestrebte Laufbahn als Jurist jedoch auf, nachdem er sich dem französischen Kriegsdienst durch Flucht entzogen hatte. Er ging nach Augsburg, wurde Schauspieler und schloss sich einer Wandertruppe an. Jahrelang zog er mit dieser Theatergesellschaft durch Deutschland und die angrenzenden Länder. In Hermannstadt (Siebenbürgen) lernte er seine spätere Frau Fanny kennen. Um 1824 verließ er das Theater und begann von der Schriftstellerei zu leben. Er wohnte in Hanau und Stuttgart und ließ sich 1829 in München sowie 1831 in Baden-Baden nieder. Danach wechselte er mehrfach den Wohnort.
Seine Frau litt angeblich an einer Geisteskrankheit, die sich anfangs in Verschwendungssucht geäußert, später aber verschlimmert habe, woraufhin sich Spindler von ihr trennte. Nach dem Tod seiner Frau zog er wieder nach Baden-Baden.
Karl Spindler befand sich im Sommer 1855 zur Linderung eines Leidens (vermutlich Brustwassersucht) im Kurort Bad Freiersbach und verstarb dort am 12. Juli (in der Hochzeitsnacht seiner einzigen Tochter) infolge eines Schlaganfalls.

## Werk
Spindler verfasste mit einer geradezu fabelhaften Geschwindigkeit zahllose Romane und Novellen. Zwischen 1830 und 1860 zählte er zu den populärsten Unterhaltungsschriftstellern in Deutschland. Seine hastige Produktion und die Schwächen seiner Erzählprosa verhinderten nicht, dass Spindler von der literarischen Kritik zumindest teilweise ernst genommen wurde. Die spätere Literaturgeschichtsschreibung hat Spindler trotz seiner überaus großen Wirkung auf das zeitgenössische Lesepublikum ignoriert. Erst Arno Schmidt machte in einem Radioessay (Erstsendung 1974) wieder auf das Phänomen Spindler aufmerksam und hob vor allem dessen Volksroman Der Vogelhändler von Imst (1841, 4 Bde.) sowie Putsch & Comp. 1847–1848-1849 (1851–52, 4 Bde.) hervor.
Unter seinen zahlreichen Romanen gehören zu den seinerzeit am meisten gelesenen: Der Bastard (1826, 3 Bde.; aus der Zeit Kaiser Rudolfs II.), Der Jude (1827, 4 Bde.; eine Sittenschilderung aus der ersten Hälfte des 15. Jahrh.), Der Jesuit
(1829, 3 Bde.), Der Invalide (1831, 5 Bde.), ein Roman aus der Zeit der französischen Revolution, und Der König von Zion (1837, 3 Bde.), der in Münster der Wiedertäuferzeit spielt.
Spindler verfasste einige Theaterstücke und war auch journalistisch tätig: 1829 erschien unter seiner Redaktion in München die Damen-Zeitung. Ein Morgenblatt für das schöne Geschlecht, von 1831 bis 1832 Zeitspiegel. Wöchentliche Lieferungen aus dem Gebiete der Romantik, der Kunst, der Geschichte und des Lebens sowie von 1830 bis 1849 Vergißmeinnicht. Taschenbuch der Liebe, der Freundschaft und dem Familienleben des deutschen Volkes gewidmet. Außerdem war er von 1843 bis 1849 Herausgeber der Schriftenreihe Das belletristische Ausland oder wie es im Untertitel lautete Kabinetsbibliothek der classischen Romane aller Nationen, die von Franckh in Stuttgart bis 1865 verlegt wurde.
Spindler war als Schriftsteller so erfolgreich, dass er Mitte der 1840er Jahre ein Vermögen von 80.000 Gulden (grobe Schätzung des heutigen Wertes: 1.200.000 EUR) angesammelt hatte.

## Werke (Auswahl)
- Sämmtliche Werke. Bd. 1–84, 86–102. Stuttgart: Hallberger 1831–1854. (Bd. 85 nicht erschienen)
- Der Nürnberger Sophokles. In: Morgenblatt für gebildete Leser. Band 33, 1839, S. 2 f., 5 f., 11 f., 14 f., 17 f. und 22 f. (Fortsetzungsnovelle in sechs Teilen).
- Werke. Classiker Ausgabe. Bd. 1–101. Stuttgart: Hallberger 1854–1856.
- Ausgewählte Romane. Neue Classiker-Ausgabe. Stuttgart: Hallberger 1875–1876. (14 Abteilungen in 34 Bänden.)
- Die Engel-Ehe. In: Deutscher Novellenschatz. Hrsg. von Paul Heyse und Hermann Kurz. Bd. 8. 2. Aufl. Berlin, [1910], S. 1–66. In: Weitin, Thomas (Hrsg.): Volldigitalisiertes Korpus. Der Deutsche Novellenschatz. Darmstadt/Konstanz, 2016. (Digitalisat und Volltext im Deutschen Textarchiv)